# Prefectura de Saga
La Prefectura de Saga (佐賀県, Saga-ken) és a l'illa de Kyushu al Japó. La capital és la ciutat de Saga. Altres principals ciutats són: Imari, Kanzaki, Karatsu, Kashima, Ogi, Takeo, Taku, Tosu, Ureshino.